# Skilleby
Skilleby är en småort i Hölö socken i Södertälje kommun i Södermanland. Den är belägen cirka 3,5 kilometer norr om Hölö kyrka, strax väster om Länsväg AB 525 som här kallas Utflyktsvägen. 

## Historia

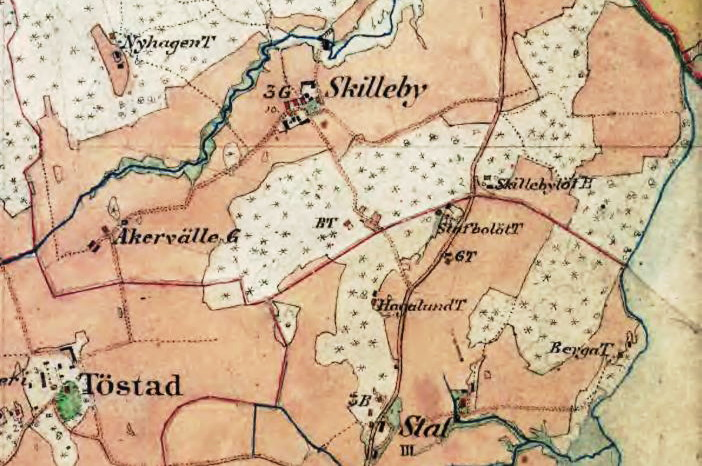
Området på 1880-talet.

Innan år 1971 utgjorde orten länsgränsen mellan Järna landskommun i Stockholms län och Hölö landskommun i Sörmlands län. Den gamla länsgränsen står fortfarande utmarkerad strax norr om Skilleby. Idag markerar den gränsen mellan kommundelarna Järna och Hölö/Mörkö och socknarna Hölö och Ytterjärna.
Det äldsta skriftliga belägget för ortens existens är från år 1280 då det omnämndes i ett dokument som
Skildaeby. Byn utgjordes tidigare av ett flertal jordbruk, bland annat: Västergården, Mellangården, Nergården, Åkervälle. Västergården ägs idag av en antroposofisk stiftelse som bedriver biodynamiskt odling. Dessutom fanns ett flertal torp, däribland Lilla Trosa, Skillebyvret, Skillebylund, Rågången och båtsmanstorpet Lustigtorp. Det mesta av jordbruket är i dag nerlagt, och marken arrenderas av bönder runt omkring. Gårdarna och torpen är dock bevarade och bebodda, så när som på Skillebylund, av vilket det endast finns rester av grunden och en del fruktträd kvar.
Vid Skillebyån låg förr en kvarn och såg vilka drevs fram till 1930-talet. Området omkring orten är mycket rikt på fornlämningar. Skillebyån har antagligen i förhistorisk tid varit en farbar förbindelse med vattnet i öster, och här finns lämningar från sten-, brons- och järnåldern.

## Skillebyholm
Öster om länsvägen ligger Skillebyholm som under tidigt 1900-tal avstyckades från Skilleby och till större delen från Mellangården. Nuvarande huvudbyggnaden uppfördes 1915. Till gården hörde jordbruk och en större trädgårdsodling för huvudsakligen husbehov och viss försäljning. Sedan år 1974 finns här en antroposofisk stiftelse, som bedriver biodynamisk odling och håller kurser med undervisning i huvudbyggnaden.

## Stavs gård
Strax söder om Skilleby återfinns Stavs gård med rötter tillbaka till medeltiden och omnämnt första gången i skrift år 1361. Nuvarande huvudbyggnad uppfördes 1868. Idag hör Stavs gård till en av Hölö sockens större gårdar med fortfarande aktivt jordbruk.